# Wysoka Komisja Gujany w Londynie
Wysoka Komisja Gujany w Londynie – misja dyplomatyczna Kooperacyjnej Republiki Gujany w Zjednoczonym Królestwie Wielkiej Brytanii i Irlandii Północnej.
Wysoki komisarz Gujany w Londynie oprócz Zjednoczonego Królestwa akredytowany jest również m.in. w Republice Estońskiej, Rzeczypospolitej Polskiej i przy Stolicy Apostolskiej.